# Танович, Данис
Данис Танович (босн. Danis Tanović; род. 20 февраля 1969, Зеница) — боснийский кинорежиссёр, сценарист, продюсер и композитор.

## Биография
Учился в университете Сараево, поступил там в Академию театрального искусства. Учебу пришлось прервать из-за осады города. Снимал действия армии Боснии и Герцеговины. В 1995—1997 учился киноискусству в Брюсселе, снял несколько документальных лент, замеченных критикой. Первой большой работой, имевшей успех у публики и критики, стал его фильм Ничья земля.
Гражданин Боснии и Бельгии, с 2007 года живет с семьей в Париже. Входит в руководство леволиберальной «Нашей партии», стремящейся объединить разные этнические общины Боснии и Герцеговины.

## Избранная фильмография

### Режиссёр
- 2001 — Ничья земля / Ničija zemlja (премия Каннского МКФ и Европейской киноакадемии за лучший сценарий, Оскар за лучший иностранный фильм, премия Сезар за лучший дебютный фильм, премия зрительских симпатий на Роттердамском МКФ)
- 2002 — 11 сентября / 11’09"01 September 11 (коллективный проект, 42 премии, включая Оскар, премию Европейской киноакадемии, премию Сезар и Золотой глобус)
- 2005 — Ад / L’enfer
- 2009 — Сортировка / Triage
- 2010 — Цирк Колумбия / Cirkus Columbia (номинация на Оскар в категории «Лучший фильм на иностранном языке»)
- 2013 — Эпизод из жизни сборщика железа / Epizoda u zivotu beraca zeljeza (Большая премия жюри Берлинского МКФ)
- 2016 — Смерть в Сараево / Smrt u Sarajevu
- 2020 — Убийства по открыткам / The Postcard Killings

### Сценарист
- 2001 — Ничья земля / Ničija zemlja
- 2002 — 11 сентября / 11’09"01 September 11
- 2009 — Сортировка / Triage
- 2010 — Цирк Колумбия / Cirkus Columbia
- 2013 — Эпизод из жизни сборщика железа / Epizoda u zivotu beraca zeljeza
- 2016 — Смерть в Сараево / Smrt u Sarajevu

### Композитор
- 2001 — Ничья земля / Ničija zemlja
- 2005 — Ад / L’enfer

## Признание
Номинант и лауреат многочисленных крупнейших международных премий. Был членом жюри Каннского МКФ (2003).